# Обервайлер-им-Таль
Обервайлер-им-Таль (нем. Oberweiler im Tal) — община в Германии, в земле Рейнланд-Пфальц. 
Входит в состав района Кузель. Подчиняется управлению Вольфштайн.  Население составляет 146 человек (на 31 декабря 2010 года). Занимает площадь 4,71 км².